# Comerío (Comerío)
Comerío es un barrio-pueblo ubicado en el municipio de Comerío en el estado libre asociado de Puerto Rico. En el Censo de 2010 tenía una población de 3657 habitantes y una densidad poblacional de 3512,38 personas por km².

## Geografía
Comerío se encuentra ubicado en las coordenadas 18°13′8″N 66°13′26″O / 18.21889, -66.22389. Según la Oficina del Censo de los Estados Unidos, Comerío tiene una superficie total de 1.04 km², de la cual 1.01 km² corresponden a tierra firme y (2.74%) 0.03 km² es agua.

## Demografía
Según el censo de 2010, había 3657 personas residiendo en Comerío. La densidad de población era de 3512,38 hab./km². De los 3657 habitantes, Comerío estaba compuesto por el 73.89% blancos, el 7.6% eran afroamericanos, el 0.74% eran amerindios, el 0.05% eran asiáticos, el 0% eran isleños del Pacífico, el 14.33% eran de otras razas y el 3.39% pertenecían a dos o más razas. Del total de la población el 99.56% eran hispanos o latinos de cualquier raza.